# Kozlov (ort i Tjeckien, Vysočina, lat 49,41, long 15,70)
Kozlov är en ort i Tjeckien.   Den ligger i regionen Vysočina, i den centrala delen av landet, 120 km sydost om huvudstaden Prag. Kozlov ligger 503 meter över havet och antalet invånare är 464.
Terrängen runt Kozlov är platt. Runt Kozlov är det ganska glesbefolkat, med 45 invånare per kvadratkilometer. Närmaste större samhälle är Jihlava, 8,1 km väster om Kozlov. Omgivningarna runt Kozlov är en mosaik av jordbruksmark och naturlig växtlighet.